# Nautilocalyx colombianus
Nautilocalyx colombianus är en tvåhjärtbladig växtart som beskrevs av Wiehler. Nautilocalyx colombianus ingår i släktet Nautilocalyx och familjen Gesneriaceae. Inga underarter finns listade i Catalogue of Life.